# Kadri Simson
Kadri Simson, született Kadri Must (Tartu, 1977. január 22.) észt történész, politológus és politikus. Az Észt Centrumpárt (Eesti keskerakond) tagja, melynek volt a főtitkára és alelnöke is. 2009–2016 között parlamenti képviselő, majd 2016 novembere és 2019 áprilisa között Észtország gazdasági és infrastruktúra-ügyi minisztere volt. 2019 és 2024 között az Európai Bizottság energiapolitikáért felelős biztosa az első Von der Leyen-bizottságban.
Ellenőrzött lap

## Életrajza

### Tanulmányai
Tartuban született 1977-ben. Apja Aadu Must történész, később politikus és a Centrumpárt parlamenti képviselője, aki a Tartui Egyetemen oktatott történelmet. A tartui 10. sz. középiskolába járt. Ezt követően a Tartui Egyetemen történelem szakon tanult, ahol 2000-ben kapott cum laude minősítésű diplomát. Az 1990-es évek végén a tanulmányok mellett a Tartui Egyetem könyvtárában is dolgozott. Később a University College Londonban (UCL)  politológiát tanult, ahol 2003-ban kapott diplomát.

### Politikai karrierje
1995-ben lépett be a szociálliberális-populista Centrumpártba, ahol az apjai is politizált. 2001–2002 között a Centrumpárt alapítója és 1991–2016 közötti elnöke, Edgar Savisaar tallinni polgármester tanácsadója volt. 2003–2007 között a Centrumpárt főtitkáraként dolgozott. Eközben, 2005–2006 között a fővárosi közgyűlés tagja is volt.
Indult a 2007-es észtországi parlamenti választások, ahol képviselővé választották. Két cikluson keresztül, 2016-ig volt parlamenti képviselő, 2009–2016 között ő volt a Centrumpárt parlamenti frakcióvezetője.
2007-ben, 2013-ban és 2017-ben is Pärnu város önkormányzatának tagjává választották.
2015-ben indult a pártelnökségért. A pártkongresszuson tartott szavazáson 47%-kos támogatottságot szerzett, így alulmaradt Savisaarral szemben, aki akkor már másfél évtizede állt a párt élén. Egy évvel később azonban már a párt fiatalabb nemzedékének sikerült Savisaart kiszorítani az elnökségből, 2016-ban Jüri Ratas lett a pártelnök.
2016. november 23-án a Ratas-kormányban őt nevezték gazdasági és infrastruktúra-ügyi miniszternek. Ezt a posztot 2019. április 29-ig töltötte be, a második Ratas-kormányban már nem kapott szerepet.
A 2019. március 3-i parlamenti választásokon Pärnu megyéből ismét képviselővé választották és az új parlamentben a Centrumpárt képviselőcsoportja őt választotta frakcióvezetőnek.
2019. június 6-án Jüri Ratas miniszterelnök Észtország részéről őt jelölte biztosnak a 2019 októberében megalakuló új Európai Bizottságba. Miután az Európai Parlament november 27-én támogatta az első Von der Leyen-bizottságot, 2019. december 1-jétől a Európai Bizottság energiapolitikáért felelős biztosa lett.

## Magánélete
2005-ben kötött házasságot Priit Simson újságíróval. 2015-ben elváltak, a házasságból gyermek nem született. A válás után megtartotta férje vezetéknevét. 2015-ben ismerkedett meg új partnerével, Teet Soorm vállalkozóval, akinek a húsiparban vannak érdekeltségei (a HKScan cég tulajdonosa) és több gazdasági bűncselekménnyel gyanúsították meg 2017-ben, amikor le is tartóztatták.